# Пресерије (Удине)
Пресерије је насеље у Италији у округу Удине, региону Фурланија-Јулијска крајина.
Према процени из 2011. у насељу је живело 32 становника. Насеље се налази на надморској висини од 522 м.